# Leylandtal
Inom talteori är ett Leylandtal ett tal av formen xy + yx, där x och y är heltal större än 1. De är uppkallade efter matematikern Paul Leyland. De första Leylandtalen är
8, 17, 32, 54, 57, 100, 145, 177, 320, 368, 512, 593, 945, 1124, 1649, 2169, 2530, 4240, 5392, 6250, 7073, 8361, 16580, 18785, 20412, 23401, 32993, 60049, 65792, 69632, 93312, 94932, 131361, 178478, 262468, 268705, 397585, 423393, 524649, 533169, … (talföljd A076980 i OEIS)
Kravet att x och y är båda större än 1 är viktigt, eftersom i övrigt fall skulle varje positivt heltal vara ett Leylandtal av formen x1 + 1x. Ofta lägger man även till kravet x ≥ y, så att 1 < y ≤ x.
De första Leylandtalen som även är primtal är
17, 593, 32993, 2097593, 8589935681, 59604644783353249, 523347633027360537213687137, 43143988327398957279342419750374600193, 4318114567396436564035293097707729426477458833, 5052785737795758503064406447721934417290878968063369478337, … (talföljd A094133 i OEIS)
eftersom de kan skrivas som
32+23, 92+29, 152+215, 212+221, 332+233, 245+524, 563+356, 3215+1532.
Man kan även fixera värdet på y och studera sekvensen med variabeln x, exempelvis x2 + 2x, som är ett primtal för x = 3, 9, 15, 21, 33, 2007, 2127, 3759, 29355, 34653, 57285, 99069, … ( A064539).
November 2012 var det största kända Layland 51226753 + 67535122 med 25050 siffror. December 2012 bevisades att de två talen 311063 + 633110 (5596 siffror) och 86562929 + 29298656 (30008 siffror) är primtal, av vilka den andra blev det största kända Leylandprimtalet.